# Port of Saints
Port of Saints je kniha amerického spisovatele Williama Sewarda Burroughse. Poprvé vyšla v roce 1973 (v limitovaném počtu ji vydalo nakladatelství Covent Garden Press). Jde o kratší knihu, ve které vystupují postavy z Burroughsových starších knih, ale také jiné, které se objevily v jeho pozdějších knihách. Jennie Skerl, která se zabývá Burroughsovou tvorbou a napsala o něm dvě knihy, knihu Port of Saints popisuje jako „erotickou fantazii“. Skládá se z několika dějových linií spojených dohromady. Hlavní příběh sleduje několik chlapců, kteří se snaží přepsat historii cestováním časem do různých období a oblastí. V roce 1980 vyšla přepracovaná verze knihy. V češtině kniha nevyšla.